# Мельник Микола Андрійович (військовик)
Мико́ла Андрі́йович Ме́льник (позивний «Фріц»; 15 серпня 1985, м. Одеса, Україна) — український громадський діяч, доброволець, Старший лейтенант, командир механізована рота M2 Bradley 47 ОМБР Збройних сил України. Учасник російсько-української війни.
Голова Правління Громадська організація "Ліга інтернів".

## Життєпис
Народився 15 серпня 1985 року в місті Одеса.
Закінчив Чорноморську гімназію № 1 Чорноморськ та Національний університет «Одеська юридична академія», де отримав повну вищу освіту і диплом історика-педагога. Одночасно працював вантажником в рибпорту.
В 2011 році потрапив на Програму стажування в Верховна Рада України, яку адмініструвала Громадська організація "Ліга інтернів". У 2012 році доєднався до аналітичної групи «Левіафан», яку на той час очолював Василь Мокан. У 2015 році очолив аналітичну групу, після переходу Василя Мокана до Ukrainian Politconsulting Group. Автор більше 200 законопроектів та аналітичних статей.

## Майдан
Учасник Мовного майдану. Активний учасник Революції гідності, пройшовши шлях від штурму Банкової до Протистояння на Інститутській

### Російсько-українська війна
Учасник російсько-української війни у складі Добровольчий український корпус, учасник оборони Авдіївки Донецької області.
Після початку Великого вторгнення очолив стрілецький взвод 134 Об ТРО ЗС України, брав участь в обороні Києва
У листопаді 2022-го призначений командиром 4 механізованої роти 47 ОМБР
На початку червня 2023 року у складі 47-ї окремої механізованій бригаді, як командир ротно-тактичної групи брав участь у Контрнаступі на півдні України. Відповідно до бойового завдання мав прорвати оборону противника східніше Оріхова. Рота з мінімальними втратами змогла закріпитись на передових позиціях противника. І в подальшому взяла участь у звільненні сіл в районі Оріхова. Первинна задача коти була обійти Роботине і Новопрокопівку зі східного флангу, прорвавшись в глибину оборонних порядків противника на 12–14 кілометрів .
Під час бою Мельник Микола був важко поранений. Втратив ногу .

## Нагороди
- Орден Богдана Хмельницького III ступеня (Україна) — за особисту мужність, виявлену у захисті державного суверенітету та територіальної цілісності України.[5]